# Konsulat RP w Kwidzynie
Konsulat RP w Kwidzynie (niem. Polnisches konsulat in Marienwerder Wstpr.) – polska placówka konsularna działająca w okresie międzywojennym w ówczesnym Marienwerder Wstpr.

## Historia
Urząd konsularny w randze konsulatu generalnego powołany został w lutym 1920 celem przygotowania strony polskiej do przeprowadzenia plebiscytu na Powiślu, jak i reprezentowania spraw polskich w niemieckiej rejencji zachodniopruskiej (Regierungsbezirk Westpreußen), obejmującej m.in. Elbląg i Malbork. Od początku funkcjonował w budynku tzw. Resursy przy Herrenstraße 14 (obecnie ul. Słowiańska), zburzonym przez Niemców w latach 30. XX wieku. W 1921 obniżono mu rangę do konsulatu, w następnym roku do wicekonsulatu, a w 1923 z powrotem podwyższono ją do konsulatu. W 1932 urząd przeniósł się do neorenesansowego budynku z lat 90. XIX wieku przy Marienburgerstraße 26 (ul. Braterstwa Narodów 65), mieszczącym obecnie przedszkole.
W konsulacie funkcjonowała też placówka Oddziału II Sztabu Generalnego WP, wywiadu wojskowego RP pod nazwą „Federer”, której szefem był m.in. ówczesny konsul Edward Czyżewski (1939).

## Kierownicy konsulatu
- 1920-1921 – hr. Stanisław Sierakowski, konsul generalny
- 1921-1928 – Józef Gieburowski, wicekonsul/konsul
- 1928-1931 – dr Władysław Mierzyński, wicekonsul/konsul
- 1930-1932 – dr Stanisław Kosina, wicekonsul
- 1932-1936 – Mieczysław Rogalski, konsul
- 1936-1939 – Edward Czyżewski, wicekonsul/konsul